# Кулиева, Малейка Салман кызы
Малейка Салман кызы Кулиева (азерб. Məleykə Salman qızı Quliyeva; 1918, Шушинский уезд — ?) — советский азербайджанский хлопковод, Герой Социалистического Труда (1960).

## Биография
Родилась в 1918 году в селе Мирашелли Шушинского уезда Елизаветпольской губернии (ныне Агдамский район Азербайджана).
С 1936 года колхозница, с 1939 года звеньевая, с 1961 года бригадир тракторо-полеводческой бригады, с 1962 года председатель колхоза имени Карла Маркса Агдамского района. Кулиева отчётливо трудилась над применением новых методов агротехники, всяческие прививала коллективам трудолюбие, помогала в освоении новой техники, проявив себя, как опытный руководитель и организатор. В 1945 году возглавляемое Малейкой Кулиевой звено выполнило плановые задачи по сбору хлопка на 157 %. В 1959 году получила урожай хлопка 71,2 центнера с гектара на площади 15 гектаров. В колхозе под руководством Малейки Кулиевой регулярно получали урожаи хлопка от 50 центнеров.
Указом Президиума Верховного Совета СССР от 7 марта 1960 года, в ознаменование 50-летия Международного женского дня, за выдающиеся достижения в труде и особо плодотворную общественную деятельность, Кулиевой Малейке Салман кызы присвоено звание Героя Социалистического Труда с вручением ордена Ленина и золотой медали «Серп и Молот».
Активно участвовал в общественной жизни Азербайджана. Член КПСС с 1949 года. Депутат Верховного Совета СССР 6-го созыва, депутат Верховного Совета Азербайджанской ССР 2-го, 3-го, 4-го, 5-го и 7-го созывов.
Проживала в селе Ахмедагалы Агдамского района.
В 1984 году колхоз имени Карла Маркса Агдамского района переименован в честь Героя Социалистического Труда Малейки Кулиевой.